# William Smellie
William Smellie (ur. 5 lutego 1697 w Lanark, zm. 5 marca 1763 tamże) – brytyjski lekarz położnik.
Ukończył studia medyczne na University of Glasgow w 1745. Praktykował w Paryżu i Londynie, ostatecznie osiadł w Londynie i uczył położnictwa. Do celów edukacyjnych stworzył specjalny fantom położniczy. Opisał mechanizm porodu, zaprojektował kleszcze położnicze, opublikował podręcznik.

## Prace

A sett of anatomical tables, 1754

- A sett of anatomical tables, with explanations, and an abridgment, of the practice of midwifery (London, 1749)